# Batalha de Brandywine
A Batalha de Brandywine, também conhecida como Batalha de Brandywine Creek, foi uma batalha que fez parte da campanha para conquistar a cidade de Filadélfia durante a Guerra da Independência dos Estados Unidos e aconteceu em 11 de setembro de 1777. A luta ocorreu perto de Chadds Ford na Pensilvânia no rio Brandywine. O resultado da batalha, que foi uma importante vitória tática dos ingleses, deixou a Filadélfia, a então capital do país, praticamente indefesa. Os britânicos capturaram a cidade em 26 de setembro, ocupando-a militarmente até junho de 1778.

## Visão geral
A Batalha de Brandywine foi travada entre o Exército Continental Americano do General George Washington e o Exército Britânico do General Sir William Howe em 11 de setembro de 1777, como parte da Guerra Revolucionária Americana (1775– 1783). As forças se encontraram perto de Chadds Ford, enquanto Howe se movia para tomar a Filadélfia, então a capital americana. As forças britânicas derrotaram o Exército Continental e os forçaram a se retirar, primeiro, para a cidade de Chester, Pensilvânia, e depois para o nordeste em direção à Filadélfia. Mais tropas lutaram em Brandywine do que em qualquer outra batalha da Revolução Americana. Foi também a batalha de um dia mais longa da guerra, com combates contínuos por 11 horas.
O exército de Howe partiu de Sandy Hook, Nova Jersey, através da baía de Nova York da cidade ocupada de Nova York, no extremo sul da Ilha de Manhattan, em 23 de julho de 1777, e desembarcou perto da atual Elkton, Maryland, no ponto conhecido como "Head of Elk" junto ao rio Elk na extremidade norte da Baía de Chesapeake, na foz sul do rio Susquehanna. Marchando para o norte, o Exército britânico afastou as forças leves americanas em algumas escaramuças. O General Washington ofereceu batalha com seu exército postado atrás de Brandywine Creek, perto do rio Christina. Enquanto parte de seu exército atuava na frente de Chadds Ford, Howe levou o grosso de suas tropas em uma longa marcha que cruzou o Brandywine muito além do flanco direito de Washington. Devido ao mau reconhecimento, os americanos não detectaram a coluna de Howe até que ela alcançou uma posição na retaguarda de seu flanco direito. Tardiamente, três divisões foram deslocadas para bloquear a força de flanco britânica na Birmingham Friends Meetinghouse and School, uma casa de reuniões Quaker.
Depois de uma dura luta, a ala de Howe rompeu a recém-formada ala direita americana que foi implantada em várias colinas. Neste ponto, o tenente-general Wilhelm von Knyphausen atacou Chadds Ford e destruiu a ala esquerda americana. Enquanto o exército de Washington se afastava em retirada, ele trouxe elementos da divisão do general Nathanael Greene, que segurou a coluna de Howe por tempo suficiente para que seu exército escapasse para o nordeste. O general polonês Casimir Pulaski defendeu a retaguarda de Washington ajudando em sua fuga. A derrota e as manobras subsequentes deixaram a Filadélfia vulnerável. Os britânicos a capturaram duas semanas depois, em 26 de setembro, resultando na queda da cidade sob controle britânico por nove meses, até junho de 1778.

## Força Ferguson
Ao longo da campanha da Filadélfia, a força experimental do Major Patrick Ferguson atuou como uma força de batedores e lutou em uma série de escaramuças e confrontos, sendo o maior deles a Batalha de Brandywine, na qual Ferguson e sua companhia utilizaram o curioso e raro rifle Ferguson, o primeiro por retrocarga a ser usado pelo Exército Britânico, contra o Exército Continental de George Washington. Ferguson e seus homens se encontraram em uma batalha violenta à frente da coluna de Knyphausen com a vanguarda da infantaria leve que protegia o avanço. Ao lado do batalhão de infantaria leve legalista, os "Queen's Rangers" liderados pelo Maj. James Wemyss, os "riflemen" de Ferguson empurraram para trás a infantaria leve americana sob comando do Brig. General William Maxwell.